# Sebastian (Floride)
Pour les articles homonymes, voir Sebastian.
Sebastian est une ville située dans le comté d'Indian River, dans l'État de Floride, aux États-Unis.

## Histoire
La localité s’est d’abord appelée Saint Sebastian. Vers la fin du XIXe siècle, quand les bateaux à aubes remontaient et descendaient le cours de l'Indian River, la ville de Sebastian était un centre de pêche et de commerce. Ses habitants tentèrent à deux reprises, en 1886 puis en 1915, d'ouvrir un passage vers l'océan, mais l'action des tempêtes et de l'érosion entraîna à chaque fois son ensablement. La construction de digues, en 1923, permit la création d'un chenal maritime permanent.

## Géographie
La ville est située au sud d'Orlando et de cap Canaveral, sur l'océan Atlantique.

## Démographie
D'après le recensement de 2010, la population s'élève à 21 921 habitants. 90 % de la population se définit comme « blanche ». Plus de la moitié de la population a 45 ans et plus.
Le revenu moyen est de 43 044 dollars par famille.
| 1930 | 1940 | 1950 | 1960 | 1970 | 1980  |
| ---- | ---- | ---- | ---- | ---- | ----- |
| 386  | 425  | 376  | 698  | 825  | 2 831 |

| 1990   | 2000   | 2010   | - | - | - |
| ------ | ------ | ------ | - | - | - |
| 10 205 | 16 181 | 21 929 | - | - | - |

## Source
- (en) Cet article est partiellement ou en totalité issu de l’article de Wikipédia en anglais intitulé « Sebastian, Florida » (voir la liste des auteurs).